# بوب باترورث
بوب باترورث هو محامي وسياسي أمريكي، ولد في 20 أغسطس 1942 في باسيك (نيوجيرسي) في الولايات المتحدة. نشط حزبياً في الحزب الديمقراطي.